# Krunoslav Bonačić
Krunoslav Bonačić (Split 13. veljače 1899. – Split, 15. svibnja 1993.), nekadašnji igrač Hajduka iz desetih i dvadesetih godina 20.-tog stoljeća. 
Sudionik je prve Hajdukove trening-utakmice 16. travnja 1911. u kojoj je nastupio za momčad B koja je od A-momčadi izgubila s 13:2. Na ovoj utakmici su uz njega igrali i Petar Bonetti, Joseph Buchberger, Josip Cotić², Paško Fabris², Luka Fakač², Kruno Kolombatović, Fabjan Lukas², Ante Mardešić², Pavo Mardešić², Marko Margetić², Josip Namar, Božo Nedoklan² (strijelac 2. gola za Hajduk), Šime Raunig (strijelac 1. gola za Hajduk), Antun Righi, Mario Righi, Ermenegild Rosseg, Paško Sisgoreo², Stipe Sisgoreo, Lucijan Stella², Ivan Tudor i Vilibald Zuppa (², B-momčad; ostali A-momčad). 
Za Hajduk je nastupio 9 puta i postigao 10 golova, od toga 3 službena natjecanja u Splitskom nogometnom podsavezu (bez golova) i 6 u prijateljskim utakmicama s 10 zgoditaka. Prvi službeni nastup bila mu je 21. prosinca 1920, utakmica protiv Splita, koju je Hajduk kao gost dobio s 1:6. U toj utakmici golove za Hajduk postigli su Zelić (4) i po jedan Hochmann i Žaja. Uz Bonačića i navedene strijelce nastupili su i M. Rodin (branka), Dujmović, Pilić, J. Rodin, Mihaljević, Šuste i Tagliafero.
Statistika u Hajduku
| Natjecanje        | Nastupi | Zgoditci |
| ----------------- | ------- | -------- |
| Prvenstvo         | 0       | 0        |
| Kup               | 0       | 0        |
| Superkup          | 0       | 0        |
| Međunarodne       | 0       | 0        |
| Splitski podsavez | 3       | 0        |
| Ukupno            | 3       | 0        |
| Prijateljske      | 6       | 10       |
| Sveukupno         | 9       | 10       |

Krunoslav Bonačić imao je tri nastupa u službenim utakmicama splitskog nogometnog podsaveza bez zadanih golova, a prvi je bio (u prvom sastavu) protiv Splita 21. studenog 1920. Završila je rezultatom 1:6 za Hajduk a golove su postigli Zelić (4), Hochmann i Žaja.

## Bonačići u Hajduku
- Aljoša Bonačić
- Ante Bonačić
- Ćiril Bonačić
- Jerko Bonačić
- Luka Bonačić
- Mirko Bonačić
- Petar Bonačić
- Žarko Bonačić